# 24. Waffen-Gebirgs-Division der SS Karstjäger
De 24. Waffen-Gebirgs-Division der SS Karstjäger was een divisie van de Waffen-SS. De eenheid werd in augustus 1944 opgericht uit het Karstwehr-Bataillon. De divisie, later weer Waffen Gebirgs Brigade der SS genaamd, bestond grotendeels uit Italianen en Volksduitsers (uit Zuid-Tirol en Veneto) en werd vooral ingezet tegen - merendeels communistische - partizanen in het noorden van Italië (Italiaanse Sociale Republiek van Benito Mussolini). Na de capitulatie van Duitsland op 8 mei 1945 gaf de divisie zich over aan de Britse 6th Armoured Division.
De eenheid pleegde tijdens de oorlog diverse oorlogsmisdaden. Zo werd drie dagen na de Duitse capitulatie in Italië in het dorp Avasinis een massa-executie gepleegd; als represaille voor een partizanenaanval op Duitse troepen werden er 51 gijzelaars genomen en bij executies vermoord.

## Commandanten[3][4][5]
| Rang                   | Naam         | Begin            | Eind             | Opmerking |
| ---------------------- | ------------ | ---------------- | ---------------- | --------- |
| SS-Obersturmbannführer | Karl Marx    | Augustus 1944    | 5 december 1944  |           |
| SS-Sturmbannführer     | Werner Hahn  | 5 december 1944  | 10 februari 1945 |           |
| SS-Oberführer          | Adolf Wagner | 10 februari 1945 | 8 mei 1945       |           |

## Gebied van operatie[3]
- Augustus 1944 - mei 1945: Italië

## Samenstelling[6]
- Waffen-Gebirgs-(Karstjäger)-Regiment der SS 59
- Waffen-Gebirgs-(Karstjäger)-Regiment der SS 60
- Waffen-Gebirgs-Artillerie-Regiment 24
- SS-Gebirgs-Aufklärungs-Abteilung 24
- SS-Gebirgs-Panzerjäger-Abteilung 24
- SS-Gebirgsbatterie
- SS-Gebirgs-Sanitäts-Kompanie 24
- SS-Gebirgs-Nachrichten-Abteilung 24
- SS-Gebirgs-Pionier-Bataillon 24
- SS-Feldersatz-Bataillon 24
- Divisionstruppen der SS 24

Van december 1944
- Waffen-Gebirgs-(Karstjäger-) Regiment der SS 59
- I. / Waffen-Gebirgs-Artillerie-Regiment der SS 24
- eine Panzer-Kompanie
- 1. / SS-Gebirgs-Pionier-Bataillon 24
- gemischte Kompanie / SS-Gebirgs-Nachrichten-Abteilung 24